# Tess Slesinger
Pour les articles homonymes, voir Slesinger.
Tess Slesinger (16 juillet 1905 – 21 février 1945) est une scénariste et écrivaine américaine.

## Vie et carrière
Theresa Slesinger naît à New York, quatrième enfant d'Anthony Slesinger, un styliste né en Hongrie et Augusta (Singer) Slesinger, une assistante sociale qui plus tard, après 1931, devient une psychanalyste reconnue,. Sa famille est juive. Elle a trois frères plus vieux qu'elle, dont Stephen Slesinger, futur créateur de Red Ryder. Elle suit des études à l'Ethical Culture Fieldston School de septembre 1912 à juin 1922, puis au Swarthmore College et à l'école de journalisme de l'université Columbia à New York.
En décembre 1932, Story Magazine publie sa nouvelle Missis Flinders, qui est inspirée du propre avortement de Tess Slesinger. Il s'agit là probablement de la première nouvelle abordant ce sujet qui est publié dans un magazine largement distribué. Encouragée à développer cette histoire, Slesinger incorpore le texte dans le dernier chapitre de son seul roman The Unpossessed publié en 1934. Ce roman est aussi une satire du milieu de la gauche new-yorkaise qu'elle côtoyait. Elle participe à la création de la Screen Writers Guild en 1933,.
D'abord mariée au journaliste Herbert Solow, éditeur du Menorah Journal, elle se remarie avec le scénariste Frank Davis avec qui elle déménage en Californie en 1935. Slesinger écrit de nombreux scénarios de films dont celui de Visages d'Orient en 1937. En 1946 elle adapte Le Lys de Brooklyn pour lequel elle est nommée avec son époux aux Oscars pour le meilleur scénario.
Durant la période du Popular Front, Slesinger soutient le parti communiste américain. Même si elle resta attachée à cet idéal, elle fut très déçue lors de la signature du pacte germano-soviétique en 1939.
Tess Slesinger meurt du cancer en 1945. Elle eut deux enfants de son second mariage : Peter Davis qui a écrit et réalisé le documentaire Le Cœur et l'Esprit en 1974 et Jane Davis.